# Xena
Xena este unul dintre personajele principale din serialul de televiziune american Xena, Prințesa războinică, interpretat de Lucy Lawless.

## Biografie (imaginară)
După ce și-a văzut satul natal distrus de hoardele războinicului Cortese, care l-a ucis și pe Lyceus, fratele ei mai mic, grecoaica Xena și-a adunat o armată de nădejde, alături de care a pornit să se răzbune. Admirată și urâtă deopotrivă de zei și de oameni, Xena a ajuns să fie cunoscută și temută în toată lumea. Întâlnirea cu împăratul Romei, Julius Caesar, i-a schimbat viața. Războinica a fost trădată, prinsă și crucificată. Xena a scăpat și s-a transformat într-o ucigașă fără milă.
Poveștile despre prințesa din Amphipolis au traversat globul, ajungând până și pe tapiseriile din China sau pe tărâmurile anglo-saxone, unde s-a făcut vinovată de crearea monstrului Grendel.
Reîntâlnirea cu Hercule, rugămințile lui Gabrielle și ocazia de a-l cunoaște pe Eli, propovăduitorul noii religii a iubirii și apoi maternitatea i-au schimbat Xenei scopul în viață. Prințesa războinică s-a dedicat trup și suflet îndreptării tuturor relelor pe care le-a comis, dreptății și iubirii de aproape.

## Abilități
- arte marțiale
- acrobații
- mânuirea săbiilor
- mânuirea biciurilor
- mânuirea chackram-ului
- stăpânirea loviturii cu două degete, care oprește circulația sângelui, oferind doar 30 de secunde victimelor pentru a mărturisi secretele.